# Lake Carey (Western Australia)
Der Lake Carey ist ein Salzsee, der 30 Kilometer südlich von Laverton in Western Australia in der Laverton Tectonic Zone liegt. In unmittelbarer Nähe des Sees befinden sich mehrere Goldbergwerke.
Der Lake Carey ist einer der zahlreichen Salzseen, die aus dem vorzeitlichen Carey-Flusssystem entstanden. Der sogenannte Carey Paleoriver war einer von fünf vorzeitlichen und parallel verlaufenden Entwässerungssystemen, die möglicherweise in die Great Australian Bight entwässerten. Die Landschaft der Salzseen im Gebiet von Wiluna und Laverton wird Salinaland genannt.
Die Oberfläche des Sees beträgt etwa 750 km², wobei die Angaben stark variieren. Es gibt zahlreiche Inseln, die aus einer Gipskruste bestehen. Sein Einzugsgebiet umfasst 9000 km².
Seit den 1890er Jahren hat der See Bedeutung für den Goldabbau in der Region. Auf der Ostseite des Sees liegt die Sunrise-Dam-Goldmine, die sich vollständig im Eigentum von Anglogold Ashanti befindet. Geschätzt wird, dass das dortige Goldvorkommen bei 2,3 Millionen Tonnen Gestein einen Gehalt von 4,6 Gramm Gold je Tonne hat. Das Unternehmen Midas Resources betreibt weiter südlich ein Goldprojekt, das die Fortitude-Goldlagerstätte mit einem geschätzten Umfang von 356.000 Unzen Gold umfasst. Im Nordwesten des Salzsees liegt die Granny-Smith-Goldmine, die seit 2008 von Barrick Gold betrieben wird.
Die Aborigines der Wangkathaa haben eine enge Beziehung zu diesem Gebiet und zum Salzsee.